# 三民書局 (豐原)
三民書局，位於台中市豐原區中正路30號，由利錦祥夫婦經營的台灣獨立書店，創立於1978年，於2019年結業。曾經作為黨外運動基地，最初以販賣黨外雜誌及禁書聞名，曾經是北台灣最大的獨立書店，台中地區最大型書店。

## 歷史
最初位於豐原市三民路21號，因此得名，前身為經營二十餘年的二手書店，利錦祥於1978年6月9日買下書店經營，延續使用原有店名。之後因遭遇水患，曾二度遷移店址，最後落腳於豐原市中正路30號，位於豐原火車站商圈，豐原客運大樓樓上。除了販賣書籍外，也販賣各式文具用品。
台灣在1979年發生美麗島事件，受當時政治氣氛影響，因利錦祥在書店中販賣黨外雜誌，三民書局因此成為黨外運動人士的活動據點，也因此受到情治單位注意，經常上門稽查。利錦祥與作家洪醒夫為好友，也在書店中推廣台灣鄉土文學，舉辦文學講座。
2019年因租約到期，實體書店經營不易，結束營業。

## 類似名稱
雖然名稱相同，但豐原三民書局與台北市三民書局之間並無關係。